# Onychoteuthis borealijaponicus
Onychoteuthis borealijaponicus är en bläckfiskart som beskrevs av Okada 1927. Onychoteuthis borealijaponicus ingår i släktet Onychoteuthis och familjen Onychoteuthidae. Inga underarter finns listade i Catalogue of Life.